# Wiesbaden Hauptbahnhof
Wiesbaden Hauptbahnhof er hovedbanegård i Wiesbaden. Den er en af de vigtigste jernbaneknudepunkter i Hessen og bruges af ca. 40.000 passagerer dagligt ekskl. transferpassagerer. Stationsbygningen er designet af Fritz Klingholz og åbnede i 1906.
| Foregående station                         |  | Deutsche Bahn                                                 |  | Efterfølgende station    |
| ------------------------------------------ |  | ------------------------------------------------------------- |  | ------------------------ |
| Endestation                                |  | ICE 11 Berlin / Wiesbaden - Mannheim - München                |  | Mainz Hbfmod München Hbf |
| Mainz Hbfmod Kiel Hbf eller Hamburg-Altona |  | ICE 20 Kiel - Frankfurt am Main - Wiesbaden / ZürichWiesbaden |  | Endestation              |
| Limburg-Südmod Köln Hbf                    |  | ICE 45 Köln - Stuttgart                                       |  | Mainz Hbfmod Stuttgart   |
| Mainz Hbfmod Dresden Hbf                   |  | ICE 50 Dresden - Leipzig - Hannover / Wiesbaden               |  | Endestation              |

50°4′15″N 8°14′38″Ø / 50.07083°N 8.24389°Ø